# Euplectrus seyrigi
Euplectrus seyrigi är en stekelart som beskrevs av Jean Risbec 1952. Euplectrus seyrigi ingår i släktet Euplectrus och familjen finglanssteklar.
Artens utbredningsområde är Madagaskar. Inga underarter finns listade i Catalogue of Life.